# Danmarks Melodibog
Danmarks Melodibog er en dansk sangbog der udkom fra 1895 til 1928 på Wilhelm Hansens Musikforlag, i fem bind. Bindene udkom i flere oplag frem til 1980.

## De fem dele
Det første bind, betegnet 1. Del, udkom i 1895, med 300 sange,  redigeret af Nicolai Hansen. Omslaget var kreeret af Carsten Rønning, og det fortsatte stort set uændret gennem alle udgaverne. Alle sangene havde noder "for Piano med underlagt Text".
Det andet bind udkom i 1899, og indeholdt som de øvrige oprindelige bind 300 sange. Redaktøren var igen Nicolai Hansen. Første og andet bind blev digitaliseret af Det Kongelige Bibliotek i 2010.
Tredje bind udkom i 1901, igen med Nicolai Hansen som redaktør. Dette bind blev redigeret i 1927.
Fjerde bind udkom i 1921 og havde komponisten Oluf Ring som redaktør.
Femte og sidste bind udkom i 1928, igen med Oluf Ring som redaktør.
I 1942 udgav Wilhelm Hansen en Melodibog i to bind med i alt 433 udvalgte værker blandt de 1.500 i samlingen. Under den tyske besættelse af Danmark blev danske sange ivrigt fremført, og der blev behov for nye oplag af melodibogen.